# 2023年トルコ・シリア地震への人道支援

地震後にトルコと/あるいはシリアに支援または哀悼を送った国々 (赤: トルコとシリア)

2023年トルコ・シリア地震への人道支援（2023ねんトルコ・シリアじしんへのじんどうしえん）では、2023年2月6日に発生したトルコ・シリア地震に対する人道支援について扱う。この地震に対して多くの国と組織が支援を表明し、少なくとも105の国と16の国際機関が、人道支援を含む地震の被災者支援を表明した。11を超える国が救援隊と災害救助犬を派遣し、瓦礫に埋もれた被災者の発見に携わり、また資金を提供した。 
しかしながら、シリアへの支援はトルコに対するほど「熱心ではなく」、それは欧米諸国のシリアに対する制裁があるためであり、政府が人道支援組織の支配地域外への活動を制限していたからである。

## 国連加盟国およびオブザーバー国からの援助

### アジア

#### インド

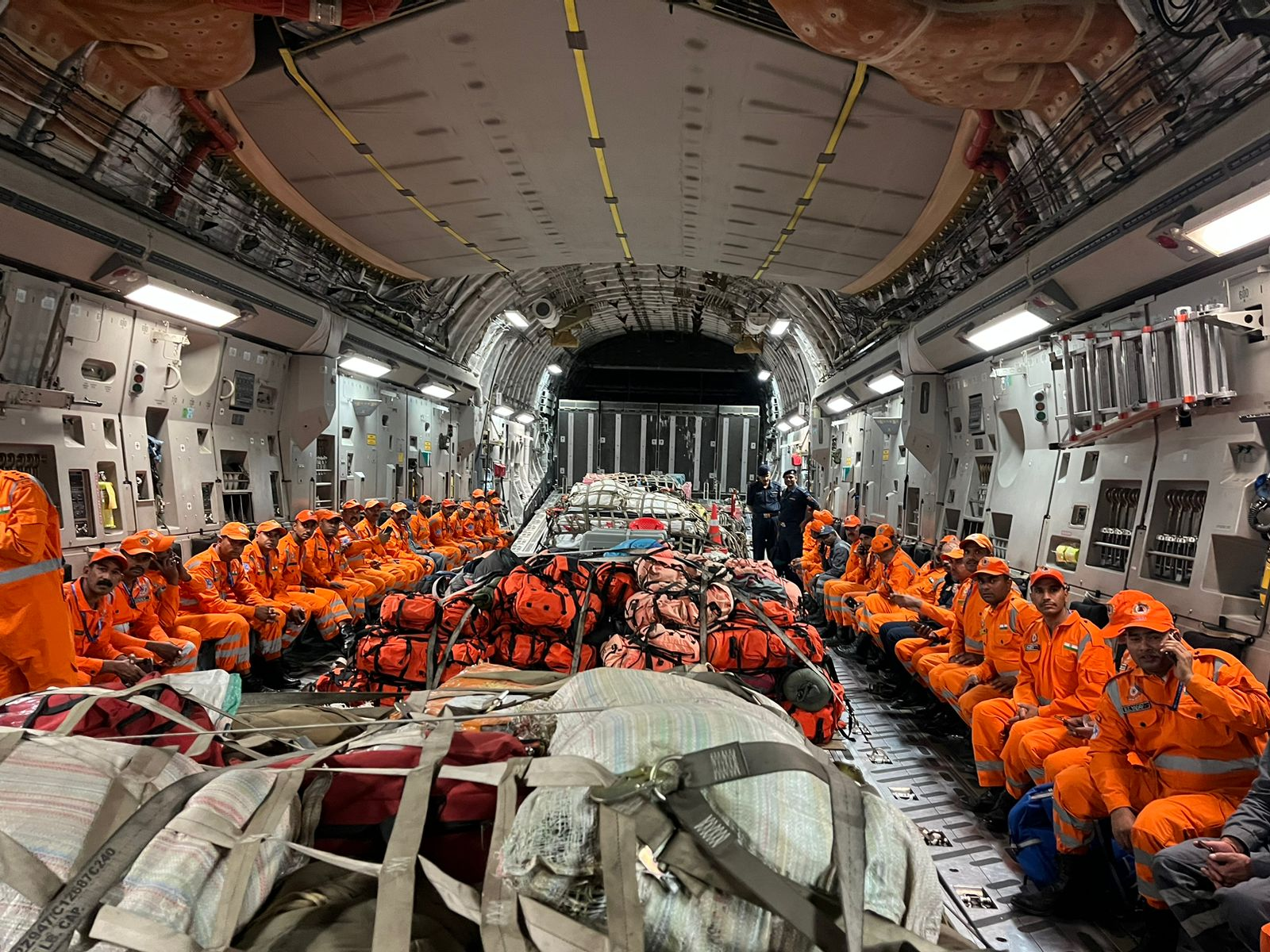
国家災害対応部隊の隊員、機材、救助犬を乗せてトルコへ向かうインド空軍の航空機

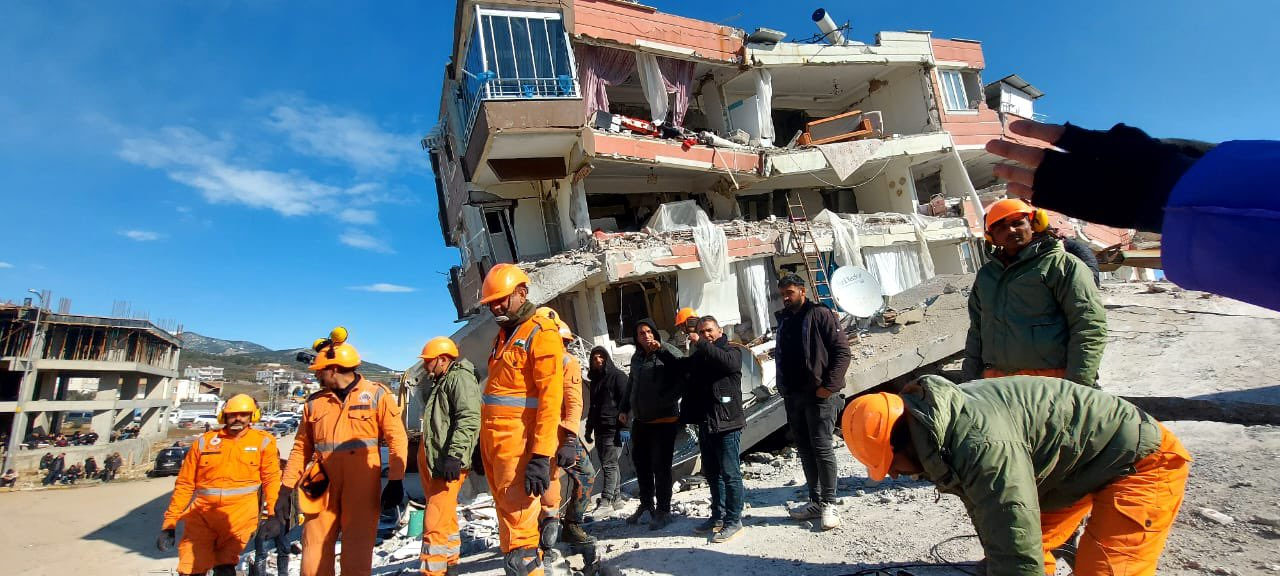
ガズィアンテプでの救援作業をするNDRFチーム

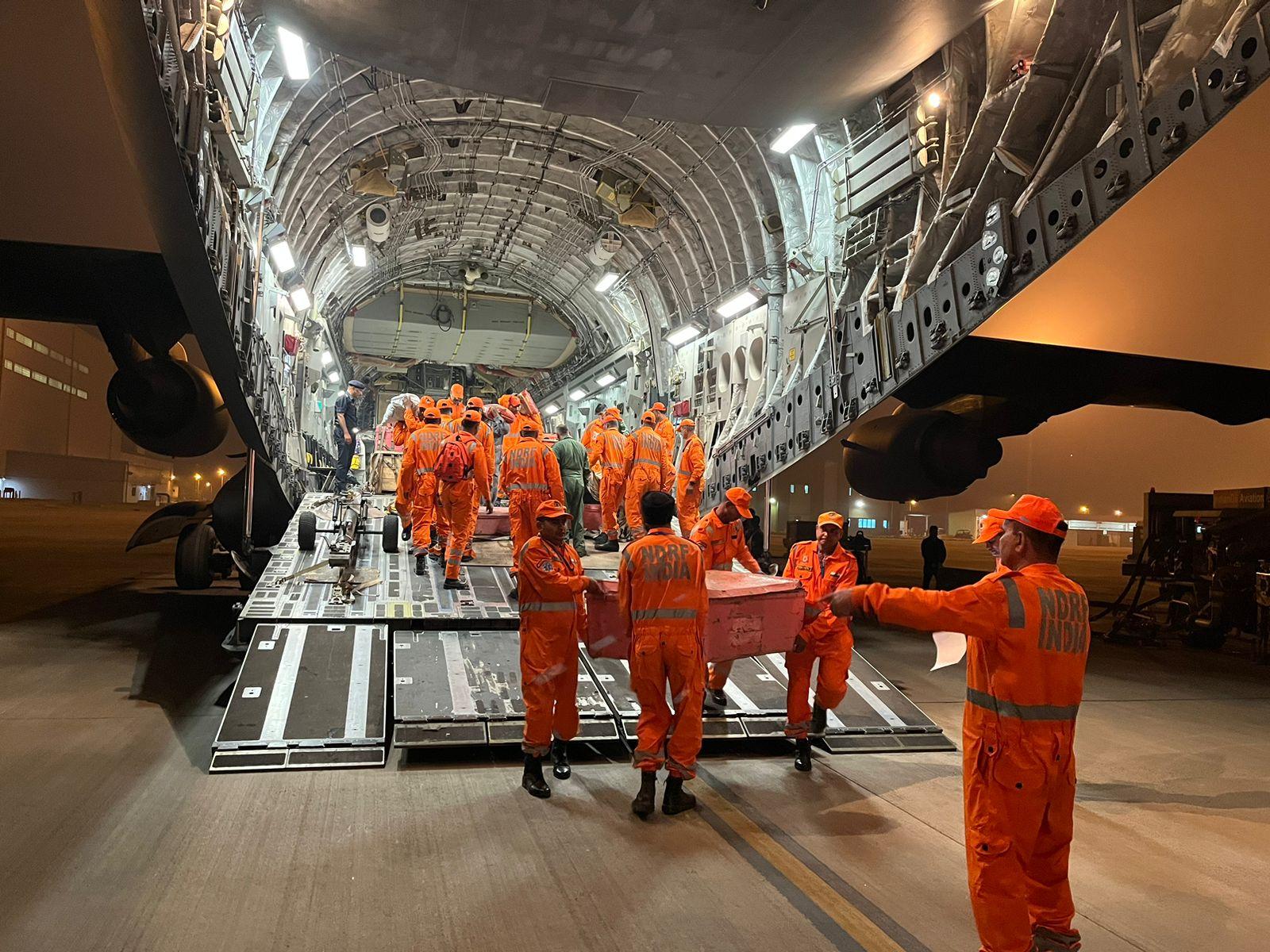
NDRFのボランティアと救援活動資材を乗せたインド陸軍の航空機

インドは国家災害対応部隊 (NDRF) を、アーグラ市を拠点とする66の空挺部隊野戦病院の99人からなるインド陸軍の医療チームと共に派遣した。医療チームは、整形外科学チームと一般外科専門家を含む災害ケア専門家からなっていた。トルコのアダナに着いた災害復旧物資と救援チームを乗せた最初のインド空軍機には、50人の隊員、特別に訓練された犬、医療用品、ドリル、その他支援物資が搭載されていた。さらに2機のC-17が緊急人道支援 (HADR) としてトルコへ送られた。2月9日、インドは合計6機のC-17で救援隊、救助犬、医薬品と機材を送り、瓦礫の下敷きになった被災者を救うためのドローンと、医薬品や食料を運ぶドローンも送った。
国家災害対応部隊の2チームが捜索救援活動に携わった。インド陸軍は89人の医療チームをトルコの被災地に派遣した。彼らはX線撮影装置、人工呼吸器、酸素発生装置、心電図モニタ、その他の機材により、ベッド数30の医療施設を設営した。2月8日までに、150人近い救援隊と救助犬、130トンと6トンの物資をトルコとシリアへ提供した。
インド国民も100枚の毛布を、インドのトルコ大使館を通じて被災地へ送った。

#### インドネシア

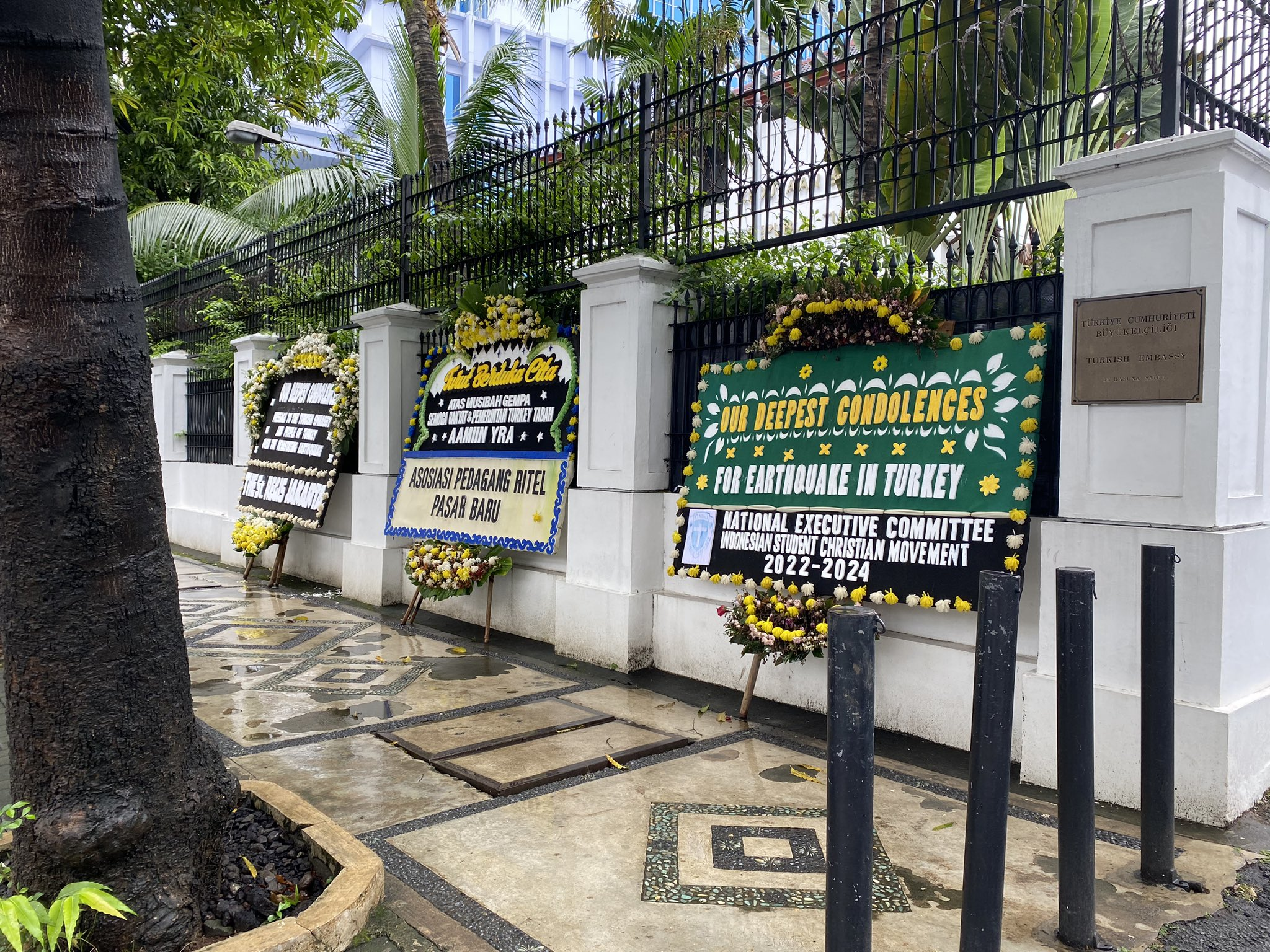
トルコ大使館の前に設置された、インドネシア市民からの哀悼と共感を示すフラワーアレンジメント

インドネシアは、国家防災庁の15人と国家捜索救助庁の47人の合同チームである捜索救援部隊62人を乗せたボーイング737機と、5トンの後方支援物資を搭載したC-130機を、ハリム・ペルダナクスマ国際空港からトルコへ向けて送った。 中部スラウェシ州の首長ルスディ・マストゥラは、2018年のスラウェシ島地震の際にトルコは真っ先に支援してくれた国の一つであることに触れ、この州の自治体からも支援を送るように要請した。 
それに加え、インドネシア政府は医師、看護師、外科医、心理学者、薬剤師、放射線技師からなる120人の医療チームも派遣した。インドネシアの医療チームは2万5千平方メートルの第2種野戦病院を、ハタイ県ハッサに設営した。医療機器、医薬品、テント、電子機器といった40トンの後方支援物資が、医療チームと共に送られた。
インドネシア国防大臣プラボウォ・スビアントは、C-130航空機と乗員をトルコへの支援にチャーターした。10トン容量の航空機は2023年3月まで、トルコへの支援物資輸送に使われた。地震後にトルコへ航空機を貸与したのはインドネシアだけであった。 
インドネシア政府からのさらなる支援として2月21日に、140トンの食糧、医薬品、衣類、その他の物資を乗せた4機の航空機がトルコとシリアに送られた。

#### 韓国
韓国の尹錫悦大統領は、トルコとシリア両国への人道支援を約束した。その後、政府は韓国災害復旧チーム (KDRT) のメンバー118人を派遣する準備をした。そのうち60人は大韓民国消防庁、外務省、韓国国際協力団からで、他の50人は国防省からであった。彼らはエアバス A330 MRTTで派遣された。医療器材を含め総額で500万ドル相当の人道支援物資が軍用機で運ばれたが、それは韓国が一度に送った救援活動としては最大であった。

#### カンボジア
カンボジアは10万ドルの支援金をトルコへ拠出した。

#### シンガポール

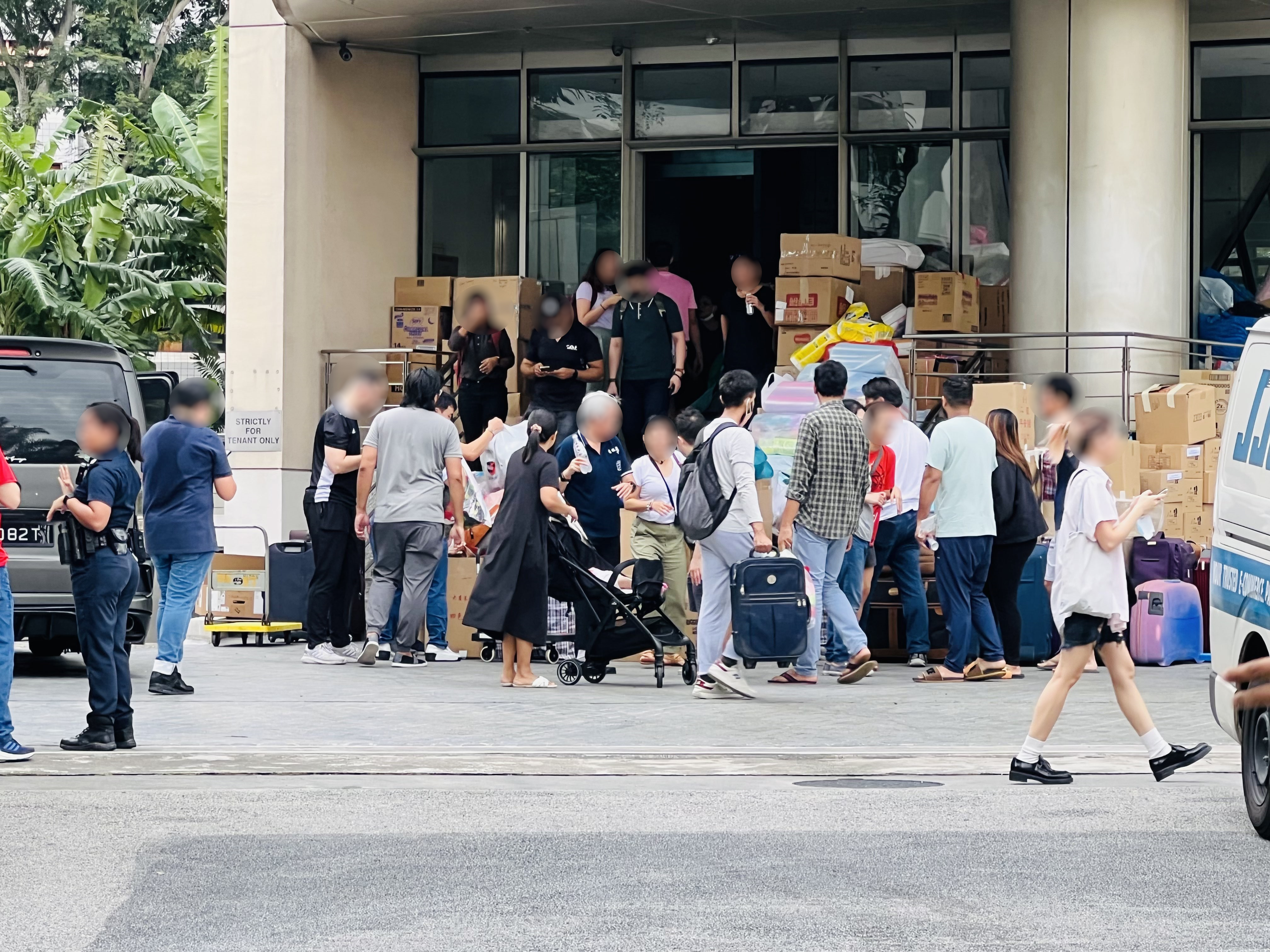
シンガポール国民から寄付された、トルコの地震被災者へ送る支援物資

シンガポールは、シンガポール民間防衛隊 (SCDF) の災害支援救助隊 (DART) から、ライオンハート作戦と知られる20人のチームを2023年2月7日に派遣した。同じ日にシンガポールのトルコ大使メフメット・ブルシン・ギョネンリはSCDF本部を訪問し、ライオンハート作戦の派遣に感謝を表明した。さらに、シンガポール赤十字社は即時の復旧復興活動として10万ドルの人道支援物資の提供を約束し、シンガポール在住者、特にシンガポールのトルコ人コミュニティが被災した家族を探すため、「家族の絆回復」サービス (RFL) を開始した。
2023年2月8日、SCDFの追加メンバー48人と4頭の捜索犬がアダナ市へ向けて人道支援のため出発した。SCDFは、アダナから被災地へチームを派遣し、捜索と救援活動を行うと付け加えた。SCDFからは合計で68人が派遣された。この日、ドゥルカディロールの倒壊したビルの中からSCDFチームが1人の少年を救出した。この時期に数多のシンガポール国民が、駐シンガポールトルコ大使館の呼びかけた募金に応じた。支援物資は数時間で大使館の建物から溢れ、大使館は敷地内での受け入れを中断せざるを得なかった。まもなく第2の収集地が発表され、2023年2月10日まで開設された。物資を梱包してトルコへ送るためのボランティアが募集され、その後トルコでは必要物資が時間を追って変化していくので、柔軟に対応するために現金の寄付が呼び掛けられた。

#### スリランカ
スリランカのアリ・サブリー外務大臣はトルコ外務省と連絡を取り、支援を申し出た。

#### タイ
タイ国王ラーマ10世はトルコとシリアで起きた悲劇の犠牲者に対し、深い哀悼の意を表明した。タイ国首相は初期人道支援として500万バーツ (約15万ドル) をタイ王国から トルコ政府へ贈呈し、タイのトルコ大使が受け取った。タイの災害防止軽減局は、42人の都市捜索救助チームと2頭の救助犬がトルコへ派遣されたと発表した。

#### 中華人民共和国
中華人民共和国は双方の国に対し義援金を提供し、トルコへは復興のための人的支援も行った。中国共産党中央委員会総書記は、被災地に支援物資と医薬品を送ると語った。中華人民共和国政府は3000万元 (440万ドル) をシリアに、4000万元 (590万ドル) をトルコに緊急人道支援として送ると表明した。
2023年2月8日、82人の隊員と4頭の救援犬からなる中国政府の救援隊が、アダナ空港に到着した。中国民間救援隊の52人の隊員も被災地にはいった。2月12日には、深圳市ボランティア救援隊の467人がトルコに到着し、被災地の4か所それぞれでの救援活動に向かった。 
トルコ在住の何人かの中国人が、地震被災地で被災者救援を支援した。2月13日には、中国チームがマラティヤで25人の住民を瓦礫から救出し、その内9人は生存していた。2月15日には、中国チームが帰国前にカフラマンマラシュで11人を救出した。2月18日時点で、600トンの支援物資が中国からトルコへ送られた。
2月7日、中国紅十字会は20万ドルを救援金としてトルコとシリアへ提供し、救援隊を派遣し、シリアの被災地の5000人のための救援物資と医療用品を送った。

##### 香港
香港特別行政区政府は59人の屈強なチームと2頭の救援犬を捜索救援のためトルコへ派遣した。
国連が主導する人道的メンタル・ヘルスと心理社会的支援機構 (PCCN) の香港被災後カウンセリングチームが、心理的トラウマ専門家チームを最も被害の大きかったアダナ、カフラマンマラシュ、ハタイ、ガズィアンテプの被災地へ2月22日に派遣した。PCCNはさらに香港から300人、地元から150人の被災後カウンセラーを派遣し、事後12か月にわたって被災者を支援する。

#### 日本
外務省は、日本が国際緊急援助隊 (JDR) から75人の救援隊をトルコへ派遣し、捜索救援にあたると表明した。シリア政府からの要請により、人道支援物資が国際協力機構を通じてシリアへ送られた。大阪の水間鉄道は、トルコとシリアの国旗を掲げて走行し、地震被災者への義援金を募った。同社はトルコ語とアラビア語で「がんばれ」というメッセージを掲げて支援を呼びかけた。

#### ネパール
ネパール政府は医療チームと必要な復興物資をトルコへ提供すると表明した。

#### パキスタン
パキスタンは人道援助物資をトルコとシリアに提供し、トルコへは救助隊と医師も派遣した。緊急援助1122番チームの公式メンバー51人がパキスタンから最も早くトルコへ派遣された。続いてパキスタン陸軍のチームがトルコとシリアの救援隊に加わり、救援隊は全部で200人を超えた。
パキスタンのシャバズ・シャリフ首相は、政府が100億パキスタン・ルピーの復興基金を地震が襲ったトルコのために創設すると語った。彼とパキスタン閣僚は彼らの1か月分の俸給を復興基金へ寄付すると決めた。支援隊は2月6日から7日にかけての夜、パキスタン空軍の航空機でアダナへ向かい、トルコ政府、空軍、イスラマバードの大使館と連携して被災したトルコ国民の復興のための活動をした。首相の指揮の元にパキスタン防災管理庁 (NDMA) は、冬季用テント、毛布、その他災害時救命用品を含む物資を準備した。市街地捜索救助隊は被災地に彼らの道具と医薬品を帯同して作業に当たった。冬季用テントと毛布を積んだ16台の支援トラックが、パキスタンのラホールからトルコへ向かった。
アルキドマット財団、バイトゥサラーム財団、エドヒー財団を含むいくつかのパキスタン慈善団体は、被災した各地に復興復旧活動を行うと表明した。
パキスタン赤十字のサルダル・シャヒド・アハメド・ラガリ総裁は、トルコとシリアの地震被災者の復旧復興支援として、5万ドルをパキスタンのトルコ大使館に、2万5千ドルをシリア大使館に寄付した。
関係者によれば、アメリカ合衆国在住の匿名パキスタン系アメリカ人ビジネスマンが、トルコ・シリア地震被災者へ3000万米ドルを寄付した。 Zoomのテレソンで、パキスタン系アメリカ人医師が被災者へ36万5千ドルを寄付した。
2023年2月、NDMAはトルコとシリアの人々のための1000トンの復興物資を給油艦PNS Nasrに積んで送った。3月、NDMAは家族用防火防寒テント2,625枚、毛布38,370枚の計367トンを積んだタンカーPNS Moawinを、被災したトルコへ送った。そこにはシリア向けの毛布22,000枚と生活必需品144トンの計179トンも積まれていた。

#### バングラデシュ
バングラデシュは46人の強力な医療救援隊と救援物資、医薬品、テント、食料をトルコへ提供した。救援隊のうち24人がバングラデシュ陸軍から、12人がバングラデシュ消防民間防衛隊から、そして10人が医療専門家と1人のジャーナリストだった。彼らはバングラデシュ空軍の航空機C-130Jでトルコに向かった。2月10日に救援隊は17歳の少女を瓦礫から救出した。ダッカのトルコ大使館はバングラデシュの人々に対し、トルコ航空が支援するTIKA (トルコ協力調達庁) のキャンペーンを通じて必要物資の支援を呼びかけた。トルコ航空はトルコへの支援に向かう便を無料とし、バングラデシュ政府も人道支援物資の円滑な送付のための税関手続きを支援した。バングラデシュは更に11トンの人道支援物資と医薬品をシリアに送り、それには多くのテント、毛布、ドライフードが含まれ、バングラデシュ空軍のC-130Jで空輸された。

#### フィリピン

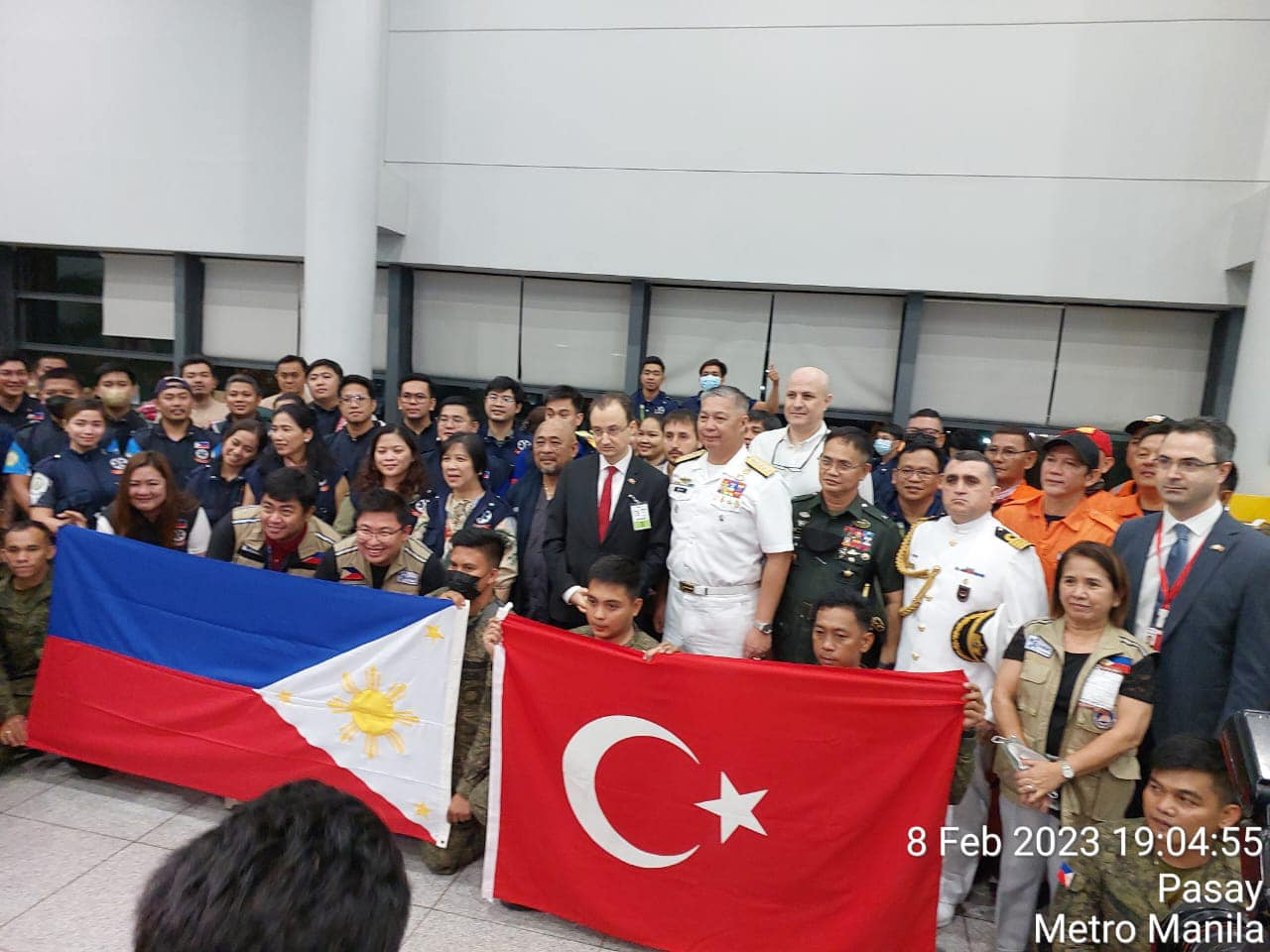
トルコへ向かうフィリピン人道支援部隊

フィリピンのボンボン・マルコス大統領はトルコへ医療と救助隊を送ると約束した。派遣隊はフィリピン軍の隊員と、民間防衛局、マニラ首都圏開発庁、スービック湾都市開発庁、フィリピン保健省30人の緊急医療専門家からなり、2月9日にトルコへ着いた。フィリピン赤十字社はトルコとシリアそれぞれに復旧復興のため10万ドルを寄付した。フィリピン代議院の報道官マーティン・ロムアルデスは、災害救援復興イニシアティブを通じて10万ドルの義援金を地震被災者へ寄付した。政府もまた11,000枚以上の毛布、5,000枚の帽子、420組の手袋を被災者へ提供した。

#### ベトナム
2月9日、ベトナム人民警察 (ベトナム公安省)、ベトナム国境警備隊とベトナム国防部のメンバーを含む、100人のベトナム人民軍救助隊が、医療器材および食料とともにトルコへ派遣された。こうしたタイプの海外救助にベトナムが参加するのは、初めてであった。2月11日、17歳のアブザー・バラン・バキルが、ベトナム、パキスタン、トルコの救助隊によって、地震から140時間ぶりに救出された。

#### マレーシア
マレーシアは、70人のマレーシア特別災害救助隊 (SMART) を派遣したが、そこにはマレーシア軍の医療部隊、マレーシア消防救助局の隊員、危険化学物質特別チームのメンバーが含まれ、彼らは地震発生から24時間以内に捜索と救援のためトルコへ向かった。 
SMARTチーム第2陣は2023年2月8日に派遣された。それはSMART、マレーシア民間防衛隊 (APM) 、およびマレーシア消防救助局 (JBPM) のメンバー計72人からなっていた。さらに41人の医師を含む106人の軍人が、2月10日に野戦病院設営のためマレーシア空軍のエアバス A400Mアトラスで派遣された。 
2000万リンギット (440万米ドル) の資金援助がトルコとシリアへ送られ、募金キャンペーンも行われた。非政府組織もまた資金援助と独自の医療サービスチームを派遣した。 
2023年2月11日、マレーシアの救助隊は5人を瓦礫から救出したが、それは女性2人、男性1人と2人の若者 (女と男) であった。

#### モルディブ
モルディブのイブラヒム・モハメド・ソリ大統領は、トルコとシリアへモルディブ産業水産会社のツナ缶100万個を提供すると表明した。

#### モンゴル
モンゴルのウフナーギーン・フレルスフ大統領はトルコ共和国のレジェップ・タイイップ・エルドアン大統領に、哀悼のメッセージを送った。モンゴルは35人の捜索救助隊と人道支援物資をトルコへ送った。航空機には、トルコとシリアへ送るマルタとバルという2頭の捜索犬、1,500枚のウール毛布、10トンの肉、2トンの蝋燭が一緒に積まれていた。モンゴルの救助隊は最初の日に2人の子どもと1人の大人を瓦礫から救出し、応急措置を施し、次のレベルの医療施設へ搬送した。救助隊が救出したのは、2歳の子どもが8時10分 (トルコ時間)、女性が9時20分、15歳の若者が10時33分であった。

### 中東

#### アフガニスタン
アフガニスタンの外務省によると、政府が人道支援とイスラムの兄弟愛により、1000万アフガニ (111,024ドル) と500万アフガニ (55,512ドル) の救援物資をトルコとシリアにそれぞれ送ると表明した。

#### アラブ首長国連邦
アラブ首長国連邦のムハンマド・ビン・ザーイド・アール・ナヒヤーン大統領は、総額100万ドルの支援物資をトルコとシリアへ (それぞれ50万ドルずつ) 災害復旧のために送るよう指示した。連邦はさらに捜索救助隊をトルコとシリアへ、トルコでは野戦病院も開設すると表明している。

#### イエメン
トルコのイエメン大使館とトルコ在住イエメン系ユダヤ人は、彼らの母国がフーシ派との内戦状況にあるにもかかわらず、1,700万トルコリラ (約90万ドル) の義援金をトルコとシリアの被災者のために集めた。

#### イスラエル
イスラエルは2月8日現在、430人以上の捜索救援及び人道支援隊を派遣し、15機以上の貨物機で何百トンもの人道支援物資を送り、トルコの主にアダナとガズィアンテプに野戦病院を設営した。このうち、230人はガズィアンテプのイスラエル野戦病院を運営するイスラエル国防軍 (IDF) の衛生兵で、167人はイスラエル国防軍民間防衛部隊の精鋭捜索救援隊だった。2月8日にイスラエル救援隊は瓦礫から何人も救出し、そこには母親とその幼児も含まれていたことが報じられた。
IDFは2月6日に17人の医師、薬剤師、救援隊、心的外傷専門家を派遣し、続いて2月7日には150人を派遣した。イスラエルのボランティア救護団体ユナイテッド・ハッツァラーは、25人の医師、救急救命士、心的外傷と危機救援隊のメンバー、10人の捜索救援隊を派遣した。団体はまた10トンの医療機器と人道支援物資を2月7日に送った。チームは瓦礫から15人を救出した。人道支援組織イスラエイドは余震の中で清浄水を欲するトルコの人々に対し、浄水システムを提供した。   
ワシントンのイスラエル大使館報道官によると、2月7日現在、イスラエル政府は30トン以上の人道支援物資をトルコ救援のために提供し、第2便でも支援物資と医薬品を送る計画である。ガズィアンテプのイスラエル野戦病院の設営は、国防大臣ヨアヴ・ガラントが推進した。
2月12日、ユナイテッド・ハッツァラーは救援隊への「警備上の明らかな危険」があるという理由で、トルコから撤退すると表明した。

#### イラク
首相官邸報道官の声明によると、イラクはシリアとトルコへの人道空路を設置し、医薬品、燃料を含む緊急支援物資を提供する、と述べた。
シリアのダマスカス国際空港に着いたイラクからの最初の航空機2機には、70トンの食糧、医療機器、毛布その他の支援物資が搭載されていた。
イラク赤新月社 (IRCS) によると、イラク空軍機が運んだ最初の支援には、IRCSの支援チームとイラク外務省のチームが同乗していた。150人の医療関係者からなるIRCSチームのボランティアは、救援活動のためにトルコに降り立った。

##### クルディスタン地域
クルディスタン地域のマスルール・バルザニ首相の指令により、3組の緊急支援チームがトルコへ派遣された。派遣チームには保健省とバルザニ慈善財団のメンバーが含まれていた。クルディスタン地域保健大臣のサマン・バルザニ博士は次のように語った。「クルディスタン地域首相は地震被災者への支援物資を運ぶよう要請した。これに従い、医師、専門家、看護師からなる支援チームと救急車を準備し、トルコの被災地域に数時間のうちに派遣される。」

#### イラン
イランは45トンの医薬品、食料、テント、そして毛布を、2月7日にシリアとトルコへ送った。シリア民間航空局のバセム・マスール局長は、追加の支援物資を乗せた航空機も到着したと述べた。エブラーヒーム・ライースィー大統領は、イランが「即時の支援」を提供する用意があると表明した。イラン外務省の報道官ナセル・カナニは、イランは保健支援チームをトルコとシリアにいつでも派遣できると語った。彼はこの支援を「道徳的、人道的そしてイスラム的な責任」と表現した。アメリカ合衆国は、イランが人道支援を隠れ蓑にしてシリアへ武器を密輸している、と非難した。

#### オマーン
オマーンは空路橋を設置しトルコとシリアへ支援物資と医療機器を提供した。捜索救助隊もトルコへ派遣された。

#### カタール
カタールの首長タミーム・ビン・ハマド・アール＝サーニーは、捜索救助隊と物資をトルコへ空路橋で派遣すると語った。2022 FIFAワールドカップで使われた約1万個のキャビンとキャラバン (小屋と移動住宅) が、トルコの人々の避難所として提供された。2月13日、最初の350個のキャビンとキャラバンが運ばれた。2023年6月24日、カタールは運搬を完了した。

#### クウェート
クウェートの首長ナワーフ・アル＝アフマド・アル＝ジャービル・アッ＝サバハはトルコへ空路橋を設置し、「支援物資と医療専門家」を派遣するよう指示した。「クウェートはあなたと共に」と名付けられたソーシャルメディアキャンペーンがクウェート通信社により開設され、最初の6時間で4,200万ドルの募金が集まった。

#### サウジアラビア
サウジアラビアのサルマーン・ビン・アブドゥルアズィーズ国王とムハンマド・ビン・サルマーン王子はサルマーン国王人道援助救援センターに対し、シリアとトルコの地震被災者に避難所、食料、生活必需品を軍用機で輸送し、「サルマーン」プラットフォームを通じて地震被害者を救済する国民的キャンペーンを行うよう指示した。プラットフォームにはキャンペーンを始める前から寄せられた寄付が、340万ドルに達していた。キャンペーンを開始すると最初の48時間で5千万ドル以上に達した。2023年2月21日現在、募金は4億2,800万リヤル（1億1,400万米ドル）となった。サウジアラビアが派遣した救援隊と医療チームは、2023年2月9日にトルコに到着した。別の航空機で運んだ98トンの救援物資も同日にトルコのアダナ空港へ着いた。

#### ヨルダン
ヨルダンは99人の救助隊、5人の医師、捜索救援機器、テント、そして医療器具をトルコとシリアへ提供した。

#### レバノン
レバノン民間防衛総局は20人の部隊を支援のためトルコへ派遣した。レバノン軍は20人の工兵隊員を捜索救助活動のためトルコへ派遣する予定である。

### アフリカ

#### アルジェリア
アルジェリア大統領アブデルマジド・テブンはシリアとトルコの元首に哀悼メッセージを送った。アルジェリアは災害救援活動のためにトルコに89人のアルジェリア民間防衛隊第一陣を派遣し、被災者のために210トンの緊急人道援助を送った。トルコへは3000万米ドル、シリアへは1500万米ドルを拠出した。
2023年2月10日現在、アルジェリア民間防衛隊は13人を救助し、瓦礫から84人の遺体を引き揚げた。

#### エジプト
エジプトのアブドルファッターフ・アッ＝シーシー大統領はシリア大統領に電話で援助を申し出た。エジプトは医療支援を搭載した2機の航空機をトルコへ送り、ボランティアチームと3機の貨物機をシリアへ送ると語った。

#### エチオピア
エチオピアのアビィ・アハメド大統領は哀悼の意を表し、支援物資と救助隊をトルコへ送ると表明した。

#### ケニヤ
ケニヤのアルフレッド・ムトゥア外務政務次官は、衣類、医療機器、茶、コーヒー、ナッツを含む支援物資を送ること、スブタイ・ユクセル駐ケニア・トルコ大使からケニヤへの要請により、捜索救援隊をトルコへ送ると表明した。

#### スーダン
スーダンの内務省警察部隊は40人の捜索救助隊をトルコへ派遣した。救助隊は毛布1,000枚、テント250枚、食料ほか大量の捜索救助物資を帯同した。

#### ソマリア
ソマリアのハッサン・シェイク・モハムド大統領とソマリア外務省は2月6日、共にトルコへ対し哀悼の意を表明した。ソマリア連邦議会の議員は彼らの２月の俸給の20%を地震被災者の支援に寄付することを決議した。政府、一般、企業による人道支援のための寄付キャンペーンが開始され、寄付総額は500万ドルにのぼった。

#### タンザニア
タンザニア大統領サミア・スルフ・ハッサンはトルコとシリアに哀悼の意を表明した。政府報道官グレソン・ムシグワによると、タンザニアは100万ドルの資金を寄付した。

#### チュニジア
チュニジアは14トンの毛布と食料をトルコへ提供すると約束した。

#### ナイジェリア
ナイジェリアのトルコ大使館は、冬服、毛布、テント、ベッドマットレス、食品など必要とされる重要品をトルコへ送ると表明した。ナイジェリアはまた100万ドルをトルコ・シリア地震の義援金として約束した。

#### モーリタニア
モーリタニアのモハメド・ウルド・ガズワニ大統領は、シリアとトルコへ支援をするために必要な措置をとるよう、モーリタニア政府へ指示した。モーリタニアは2023年2月12日、魚、米、ナツメヤシなどの人道支援物資を搭載した航空機をトルコへ送った。

#### リビア
リビアのアブドゥルハミード・ドベイバ首相はトルコとシリアの犠牲者に対し深い哀悼の意を表した。彼は救急隊員とその他の専門家を支援のために派遣すると表明した。リビアは55人の救急隊、医療スタッフ、4頭の犬をトルコへ送る予定である。
2月13日にリビアのナジュラ・アル＝マンクーシュ外務大臣は、5千万ドルの支援金をトルコの地震被災地の復興のために贈り、これは最初の1回で今後も続くと発表した。

### ヨーロッパ

#### アイスランド
アイスランドのソルディス・コルブルン・レイクフィヨルズル・ギルファドッティル外務大臣は哀悼の意をツイッターで表明した。アイスランドは地元のボランティアからなるアイスランド捜索救助協会の12人の捜索救助チームを、2月8日に派遣した。9人の専門家チームも同時に派遣された。アイスランド赤十字も緊急物資を提供した。

#### アイルランド
アイルランド政府副首長ミホル・マーティンは、アイルランドが200万ユーロをトルコとシリアの緊急支援基金に拠出すると語った。

#### アゼルバイジャン
アゼルバイジャンはトルコに援助を提供した最初の国となった。アゼルバイジャンは420人の捜索救援部隊をトルコへ派遣した。政府は更に、救急キット、テント、寝具、医療品、その他被災者が必要とする物資を空輸した。イルハム・アリエフ大統領は、アゼルバイジャンが370人からなる捜索救援部隊と物資を積んだ第2便の飛行機を送ると語った。首都バクーの娯楽施設はトルコに配慮して音楽配信を停止したと報じられた。後日アゼルバイジャンの捜索救援部隊の人数は900人に達した。

#### アルバニア
アルバニアは88人の医療関係者と捜索救援専門家、9台の特殊車両をトルコへ派遣した。それに加え、100万ユーロを人道支援のために拠出すると約束した。

#### アルメニア
ニコル・パシニャン首相は、アルメニアは援助の用意ができていると語った。2023年2月7日にパシニャンはトルコおよびシリアの大統領と電話会談し、その後アルメニア政府はトルコとシリアに救援隊と食料支援を行うことになった。アルメニアは57人の救援専門家をトルコとシリアに派遣した。アルメニアとトルコの国境検問所は人道物資運搬のために開かれた。アルメニア・トルコ国境が開かれたのは、1988年のアルメニア地震の際にトルコが支援物資を送って以来初めてのことだった。

#### イギリス

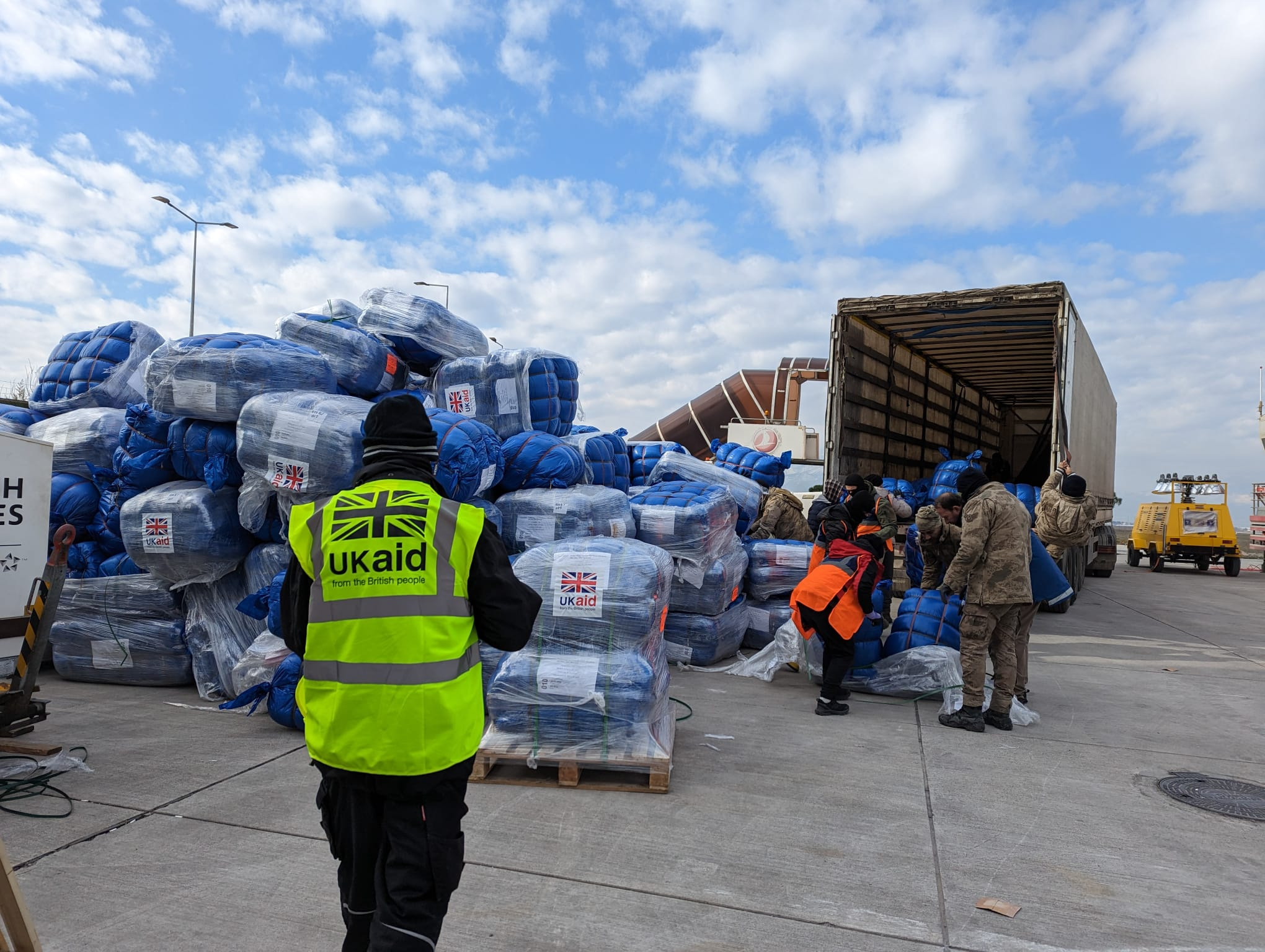
2023年2月10日にトルコへ運ばれるイギリスの支援物資

イギリスのジェームズ・クレバリー外務大臣は、救援隊と資材がガズィアンテプへ派遣されたと語った。救援隊は77人のメンバーと捜索犬であった。イギリスは380万ポンドをシリアで活動する民間防衛隊ホワイト・ヘルメットへ拠出し、その他に300万ポンドも拠出すると約束した。
サッカーのプレミアリーグは災害危機委員会に100万ポンドを寄付した。イースト・ロンドン・モスクは、支援組織「イスラム救済」やイギリスのトルコ政府宗教局、他の慈善団体と協力し、地震被災者のために6万ポンドの義援金を集めた。チャールズ国王とウェールズ公ウィリアムもまた災害危機委員会に、個人的に非公開の寄付をした。イギリス国防省は第16医療連隊の率いる医療部隊をテュルクオウルへ派遣し、彼らはそこでトルコ医療チームおよびイギリスの救命士たちと医療活動を提供した。

#### イタリア
イタリアのアントニオ・タイヤーニ外務大臣兼副首相は、「たった今トルコのメヴリュット・チャヴシュオール外務大臣と会見し、イタリアの親密さを表明し、市民保護の準備ができたと伝えた」と述べた。イタリアは100万ユーロをトルコ赤新月社に、75万ユーロをシリア・アラブ赤新月社に寄付し、レバノンのベイルートを経由して支援物資をシリア・アラブ赤新月社へ送付した。イタリア市民保護局は、イタリア外務省危機管理局、憲兵隊のカラビニエリ、そして国家警察化学警察隊のメンバーを含む救援隊を派遣した。

#### ウクライナ
ウクライナ国家非常事態庁は、捜索救助専門家、医師、犬使い、消防士からなる88人のチームをトルコへ派遣した。

#### ウズベキスタン
ウズベキスタンのシャフカト・ミルジヨエフ大統領は捜索救助隊と人道支援物資をトルコへ送るよう指示した。彼は被災した人々へ哀悼の意を表明し、被災者の迅速な復旧を祈念した。緊急事態省は、大統領の命令により捜索救助隊と人道支援物資をトルコへ送付すると発表した。

#### エストニア
エストニアのカヤ・カッラス首相は、エストニアが都市捜索救援隊と医療チームを派遣する用意があると語った。医療チーム10人を含む44人のエストニア都市捜索救援隊が、最も被害の激しい地域に派遣される。エストニア外務省は40万ユーロの支援金をトルコ援助に当てた。

#### オーストリア
カール・ネーハマー首相は、災害救援隊の84人の兵士をトルコへ派遣し、300万ユーロを支援組織へ拠出すると語った。オーストリアは112人の救援隊、8頭の救援犬、25トンの物資をトルコの被災地へ提供し、そのうち85人はオーストリア軍災害救援部隊の兵士で、残りは赤十字、消防隊、山岳救援隊であった。SARUVオーストリア/サマリタン基金緊急対応チームもトルコへ派遣され、瓦礫の中から15歳の少女を救い出した。

#### オランダ
オランダのウォプケ・フークストラ外務大臣は、オランダが捜索救助隊をトルコへ派遣すると表明した。
オランダは隊員65人と犬8頭からなる4つの救助隊を編成した。募金収集のキャンペーンが開始された。いくつかの収集所では、あまりに多くが寄付されたので収集を中止するところも出てきた。最初の数日で何百万ユーロもの募金が集まった。
2月15日には募金が8,890万ユーロに達した。

#### カザフスタン
カザフスタンのカシムジョマルト・トカエフ大統領は、トルコへ支援と緊急物資を提供した。2月11日、テント、衣料、医薬品を搭載した航空機がアレッポに到着した。

#### 北マケドニア
北マケドニアからは、40人の救助隊、22人の特別部隊と共に、約10万ユーロの支援金、1万枚の毛布、200台の医療用ストレッチャーが送られた。さらに36人の特別部隊も派遣された。

#### キプロス
キプロス共和国は、トルコへ救助隊を派遣する用意があると発表した。キプロスの外務大臣は、トルコが当初受入れを表明していた救助隊の派遣を、「親切にも断った」と語った。

#### ギリシャ
地震発生直後、ギリシャ政府はトルコ政府の承認後に救助隊をトルコへ派遣し、「追加機材、医療用品、毛布、テント」を提供した。具体的には、21人の消防隊員、2頭の救助犬、救助用特殊車両がギリシャ南部のエレウシスからC-130で向かった。それに続き消防隊員、5人の医師、国立救急センターからの救急隊が派遣された。
トルコの人道危機に対するギリシャの迅速な反応、ハッシュタグ「Teşekkürler Yunanistan」と「Teşekkürler komşu」は、翻訳すると「ありがとう、ギリシャ」と「ありがとう、隣人」となるが、ツイッターで広まった。ドイチェ・ヴェレによると、これは両国間の地震外交が再び復活したものである。
2月8日には、さらに15人の消防隊員と3人の救命士からなる救援隊がギリシャからトルコへ向かった。国を挙げてのキャンペーンで、毛布、衣服、粉末ミルク、おむつ、生理用ナプキン、洗濯洗剤、血清剤、ガーゼ、ハンドクリーム、衛生用品、マスク、手袋、殺菌剤、その他医療用品などの支援物資の提供が呼びかけられ、それらは人道支援組織によりアテネとテサロニキに集められ、地方都市では自治体や、サッカーチームが集めた。それに加え、ギリシャ首相は毛布7,500枚、ベッド1,500台、避難家族や移動診療所に使えるテント500枚をトルコへ送るために、5機の航空機をチャーターした。ギリシャ共産党 (KKE) は献血を呼びかけ、採血のストックを直ちにトルコとシリアの激震地へ送った。その日にはギリシャの救援隊がハタイの瓦礫から、少なくとも4人の子どもを含む人々を救出したニュースが報道された。
2月9日、欧州理事会のためブリュッセルに到着したギリシャ首相は、トルコのための支援者会議の開催を提案し、被災地のための追加財源をみつけることと、自国が「救援の最前線に立つ」ことを表明した。
2月10日、「何千人もの」ギリシャ人がトルコ地震の支援に応じ、ギリシャ赤十字のアテネ事務所には寝袋、毛布、ミルク缶、救急箱などが積み上げられた、と報じられた。40トンの支援物資がこの日の早朝にトルコへ向かって送られた。2月13日深夜に人道支援ミッションが終了した時には、8機の飛行機により支援物資がトルコ当局へ引き渡されていた。輸送にかかった経費の75%は欧州市民保護機構が負担し、残りの25%はギリシャの民間企業が提供した。
2月15日、協力は継続し、毛布、テント、寝袋、化学便器等、トルコから要請のあったさらなる支援物資が、6台のトラックでギリシャから送られた。それに加え、50トンの生活必需品を載せた4台の大型コンテナが、2日後の2月17日にギリシャの港湾都市パトラから出航した。
ギリシャのオリンピック金メダリストであるミルティアディス・テントグルーは、2月15日にフランスで開催されたワールド・アスレチックス・インドア・ツアーの走幅跳びで使用したスポーツシューズを、地震で被災した子どもたちへの寄付のためにオークションに出すことを決めた。
3月10日、3台の大型トラックに積んだ緊急支援物資と救援車両を載せた別の船が、ギリシャ赤十字の倉庫からトルコ赤十字の倉庫へ直接運ぶために出航した。
3月20日、トルコ外務大臣メヴリュット・チャヴシュオールとギリシャ外務大臣ニコラス・デンディアスが、トルコとシリアの地震被災者を支援するための国際支援会議の会場に、象徴的存在として一緒に入場し、会議では国際社会が被災地に対し70億ユーロを寄付することになった。

#### キルギスタン
キルギスタンのサディル・ジャパロフ大統領はトルコに対し、深い哀悼の意と支援を表明した。
キルギスタン外務省のプレスリリースによると、キルギスタンは182人の救援隊と6頭の特殊訓練犬、120のパオ、20の防寒テント、保健省からの6人の医師と12人の救急隊員を派遣し、被災地に野戦病院を設営する。トルコのアジケエフ大臣は2023年2月22日、カザフスタンの救助隊が8人の生存者を救出し、198人の遺体を発見したと語った。
政府からの人道支援と並行して、カザフスタンの一般市民から6トンに及ぶ衣類、医療器具、食料、支援物資と、6万ドル以上の義援金が集まった。

#### クロアチア
クロアチアのアンドレイ・プレンコビッチ首相は、クロアチア内務省都市捜索救助隊およびクロアチア山岳救助隊からの40人の捜索救援部隊と10頭の救助犬をトルコに派遣すると表明した。2020年のペトリニャ地震での経験を持つ2人の技術専門家も、クロアチア地震工学センターから派遣された。クロアチア赤十字はシリアとトルコへの募金を開始した。2023年2月10日、クロアチア議会は人道支援として、主に被災者への必要物資として約819,600ユーロ相当の緊急物資をトルコへ送った。またクロアチアは計20万ユーロを赤十字とカリタスに均等に寄付し、シリア支援にあてた。

#### ジョージア
ジョージアのイラクリ・ガリバシヴィリ首相はトルコへの緊急支援を指示した。60人の消防士と救援隊が機材と共に派遣された。40人の第2陣は2月8日に出発した。ジョージア政府は100万ラリ (35万ユーロ) を支援金として地震の被災者に贈った。

#### スイス
2月6日、スイス連邦外務省の下部組織であるスイス開発協力機構 (SDC) は、80人の専門家と8頭の犬を捜索救援活動のためにトルコへ派遣した。2月8日、87人の専門家からなる第2弾が派遣された。2月10日、SDCは心理学者、物流専門家、医師、宿泊施設専門家を含む12人のチームを派遣すると発表した。また現地での人道支援を評価し実践するため、シリアのアレッポにも4人の専門家を派遣するとしている。SDCはさらに700万スイス・フランを両国へ援助した。

#### スウェーデン
スウェーデンのトビアス・ビルストロム外務大臣は、「EU議長国として、私たちはトルコのメヴリュット・チャヴシュオール外務大臣とシリアに働きかけ、この災害に遭遇した両国へのEUからの支援を調整する」と語った。政府は3,700万スウェーデン・クローナ (3,299,598ユーロ) を人道支援としてシリアとトルコへ拠出した。デンマーク、フィンランド、スウェーデンからの12人の救援隊が、緊急対応支援のための衛星と電子機器を装備してトルコの地震被災地へ派遣された。

#### スペイン
スペインのペドロ・サンチェス首相は、「欧州委員会人道援助・市民保護総局の要請により、スペイン内務省は市民保護・緊急事態総局を通じ、緊急事態対処部隊を編成して捜索のための支援を空輸する」と語った。スペインは2組の捜索救援チームを組織し、85人の市民と消防士のボランティアをトルコへ派遣した。また野戦病院をトルコに設営し、1,500万ユーロを赤十字社に寄付した。強襲揚陸艦フアン・カルロス1世と水陸両用ドックのガリシア丸を含む、地中海に配備されていたスペイン海軍の水陸両用機動団と500人のスペイン海兵隊員がトルコ沿岸へ派遣され、人道支援物資の運送と瓦礫の移動、医療支援に携わった。人道支援物資の安定した輸送のために、スペイン航空宇宙軍はスペインとトルコの間に軍用航空活動を展開した。

#### スロバキア
スロバキアのエドゥアルド・ヘゲル首相は、13人の消防士と2人の山岳救助員が犬と共にトルコへ派遣されたと発表した。

#### スロベニア
スロベニア政府は、3人の民間専門家が災害復旧のために派遣されたと発表した。2月7日、1人の専門家 (業務調整のため) がトルコへ派遣された。同時に政府は、捜索犬による捜索チーム (7人の犬使いと犬、3人の補助員) を提供し、支援物資 (テント、毛布、発電機) を要請に応じて送る準備を開始した。
その日 (2月7日火曜日) 遅くに、捜索犬による捜索チームがトルコへ派遣された。翌日 (2月8日) にチームは捜索を開始し、何日かの作業の末に瓦礫から何十人もの人々を発見した。2月11日、全ての犬が負傷し、他の被災者を見つける可能性が低くなったので、本国へ引き上げられた。

#### セルビア
セルビアは2組の特別チーム (28人) と連絡員を、裁断、吊り上げ、救助、高所作業、電子捜索機と共にトルコへ派遣した。彼らは100時間以上閉じ込められていた2人の女性を救出した。ベオグラード・フィルハーモニー管弦楽団は、公演収入を地震で被災した地域へ寄付した。セルビア赤十字社は市民に募金を呼びかけ、総額750万セルビア・ディナール (64,000ユーロ) を送金し、セルビア慈善フォーラムはノヴィ・パザル市のスヴェティオニク協会と共に500万セルビア・ディナール (42,670ユーロ) を集めた。セルビア正教会の第46代総主教ポルフィリヘは、日曜の礼拝でシリアとトルコの被災者のための寄付を持参するよう呼びかけた。ベオグラードのシリア大使館は人道支援を要請し、そこで人々はシリアの被災者のために寄付をすることができる。

#### タジキスタン
タジキスタン政府は50人の救助隊と2.5トンの救援物資をトルコへ、55トンの人道支援物資をシリアへ提供した。

#### チェコ共和国
チェコのペトル・フィアラ首相は、チェコの「68人の都市捜索救助チームが本日午後2時にトルコへ向かって派遣された」と語った。

#### デンマーク
デンマークのダン・ヨルゲンセン開発協力大臣は、人道支援資金として3,000万デンマーク・クローネ (400万ユーロ) をシリアとトルコへ提供すると語った。デンマーク、フィンランド、スウェーデンからの12人の救援隊が、緊急対応支援のための衛星と電子機器を装備してトルコへ派遣された。

#### ドイツ
ドイツは技術支援隊 (THW) の50人の救助員と7頭の犬を、16トンの支援物資、警察官チームと共に送った。ドイツはトルコとシリアの救済基金として2,600万ユーロを拠出した。ドイツ空軍は人道支援物資をトルコへ空輸する。ドイツのボランティア捜索救助専門機関であるISARドイツは、ドイツ連邦警察の支援を受け40人の救助隊をトルコへ派遣した。ドイツテレコムはドイツとトルコおよびシリア間の無料通信を1週間開設し、100万ユーロを寄付した。

#### トルクメニスタン
トルクメニスタンは人道支援物資と救援隊を乗せた航空機をトルコへ送った。

#### ノルウェイ
ノルウェイのヨーナス＝ガール・ストーレ首相は、1,500万ノルウェー・クローネ (1,350万ユーロ) をシリアとトルコへの人道支援金として拠出した。危機管理の専門家4人が被災地へ派遣された。
人道的非政府組織のノルウェー難民評議会は、シリアの最も被害の大きい地域を直接支援すると語った。彼らは国際社会に対し、シリアとトルコ南部の支援のため、迅速な資金援助を訴えた。

#### バチカン市国
The Roman Catholic Church allocated €500,000 for emergency aid.

#### ハンガリー
ハンガリーのシーヤールトー・ペーテル外務大臣は、50人の屈強な捜索救助隊と6人の医師がトルコへ派遣されたと発表した。後に救助隊は増員され156人となり、28頭の救助犬も加わった。ハンガリーは医療チームの派遣を支援するために、ハンガリー救援プログラムを通じて即時に4,000万フォリントを支援した。

#### フィンランド
フィンランドのヴィル・スキナリ開発協力貿易大臣は2月7日、フィンランドがシリアとトルコへの人道支援金として100万ユーロを当てると語った。3月20日には、トルコとシリアへの追加支援金として1,200万ユーロが発表された。
デンマーク、フィンランド、スウェーデンからの12人の救援隊が、緊急対応支援のための衛星と電子機器を装備してトルコの地震被災地へ派遣された。さらに専門家による支援と、テント、毛布、暖房器具、乾燥食品を含む緊急支援物資が、トルコとシリアへ提供された。

#### フランス
フランス内務省のジェラルド・ダルマナン大臣は、フランスが139人の都市捜索救援隊をトルコへ送ると語った。フランスはシリアへの支援として1,200ユーロを、国連と非政府組織を通じて送ると約束した。

#### ブルガリア
ブルガリアは災害に対応した最初の国の一つであった。駐ブルガリアのトルコ大使アイリン・セキズコックによると、ブルガリアはアゼルバイジャンに次いで支援を申し出た。ブルガリアは内務省から78人の消防士と救援隊を、ブルガリア赤十字の山岳救助隊から12人の山岳救助ボランティアと5頭の捜索救助犬を、防衛省の軍医学校から4人の医療チームを、そしてソフィア市救急対応局から16人の救援隊を派遣した。主要部隊はブルガリア空軍の5機のC-27J スパルタンでトルコのアダナ・シャキリパシャ空港へ空輸され、消防士の一部はブルガリアのプロヴディフから21台の緊急車両で派遣された。2月9日、続いて20人の消防士、ソフィアの病院と市の救急隊から30人のボランティア医師、看護師、衛生士が空路で派遣された。

#### ベラルーシ
ベラルーシは2つの救援隊をトルコへ派遣した。

#### ベルギー
ベルギーは応急処置支援隊をトルコとシリアに派遣して医療支援に当たると共に、緊急支援として500万ユーロを両国へ提供した。
ベルギーの通信事業社2社 (オレンジベルギーとプロキシマス) は、シリアとトルコに無料通話を提供した。

##### フランデレン地域
フランデレン地域大統領ヤン・ヤンボンは、20万ユーロの支援を表明し、フランデレン赤十字も資金から20万ユーロの支援を行った。

#### ポーランド
76人の消防士、5人の衛生士、8頭の救助犬からなるポーランド消防局 - 都市捜索救助隊 (USAR) と、20トンの支援物資が2月6日にトルコへ向けて出発した。50人の鉱山労働者救助隊からなる第2陣が、2月8日到着予定でアドゥヤマン県ベスニに派遣された。52人の衛生兵からなる第3陣も、トルコに野戦病院を設営するために2月8日に出発した。

#### ボスニア・ヘルツェゴビナ
ボスニア・ヘルツェゴヴィナのネナド・ネシッチ安全保障大臣は、50人の民間防衛隊員を支援のために派遣すると発表した。
ズカン・ヘレス防衛大臣は、ボスニア・ヘルツェゴヴィナ軍の医療チームから10人と、バルカン半島医療部隊の一部の隊員9人が、支援のために派遣されると発表した。

##### ボスニア・ヘルツェゴビナ連邦
ボスニア・ヘルツェゴビナ連邦は、都市捜索救援隊を4頭の捜索犬および特殊用具と共に提供した。 

##### スルプスカ共和国
2月7日、スルプスカ共和国の22人の民間防衛隊員がトルコに到着し、救援活動を開始した。2月10日、さらに13人の救助隊員がトルコに到着した。

#### ポルトガル
2月8日、ポルトガル共和国国家警備隊の53人の隊員と6頭の犬、民間防衛隊、消防士、国立緊急医療研究所の医師たちが、トルコへ向けて派遣された。

#### マルタ
マルタは32人の救助隊と救助犬をトルコへ派遣した。

#### モルドヴァ
モルドヴァは、55人の救助隊、2頭の救助犬、12台の完全自律走行車両からなる支援を送付する準備ができたと発表した。

#### モンテネグロ
モンテネグロのミロ・ジュカノヴィチ大統領は、被災国へ哀悼の意を表し、どんな支援も提供すると表明した。モンテネグロは24人の消防士をトルコへ派遣した。

#### ラトヴィア
ラトヴィアのエドガルス・リンケービッチ外務大臣は被災家族へ「深い哀悼の意」を表明し、地震で倒壊した全ての早急な復旧を祈念した。

#### リトアニア
リトアニアは約40人の救助隊をトルコへ派遣し、20万ユーロをトルコ政府へ拠出する。リトアニアはまた、テント、電気ヒーター、寝具、毛布、医療機器、医薬品を含む32万8千ユーロ相当の支援物資を送付する。

#### リヒテンシュタイン
リヒテンシュタインの外務大臣はプレスリリースを通じて哀悼の意を表明し、トルコとシリアへの計20万スイスフランの寄付を約束した。

#### ルーマニア
ルーマニア空軍の3機の航空機が、ルーマニア緊急事態総監視局 (IGSU) の救助隊と下部組織SMURDの医療チームの60人、4頭の救助犬、および必要機材を乗せて2月6日にトルコの被災地へ向け出発した。2月8日、ルーマニア政府は地震被災者の捜索救助隊第2陣を派遣した。120人に達した捜索救助隊には、被災地で活動する緊急事態管理専門家、医療スタッフ、7頭の救助犬と犬使いが含まれていた。ルーマニア保健省は災害復旧のために医療専門家を動員し、被災地に血液製剤を送るための献血キャンペーンを行った

#### ルクセンブルク
ルクセンブルクは約100万ユーロをトルコとシリアに緊急支援した。さらに「emergency.lu」と呼ばれる衛星通信システムとルクセンブルク大公国消防救助隊の専門家を、トルコのハタイ県での捜索救助を支援するために送付した。

#### ロシア

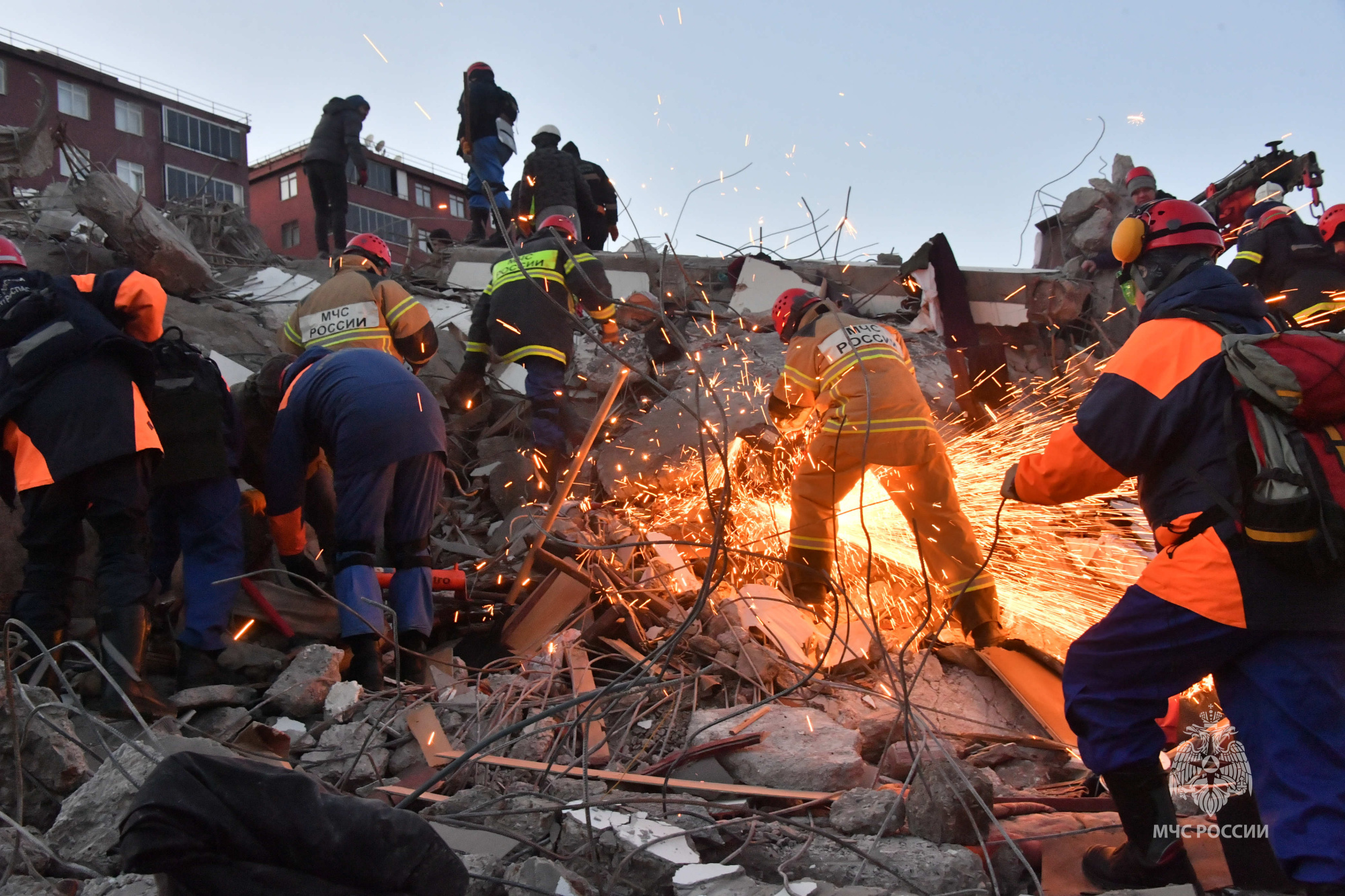
地震後の瓦礫の中で作業しているロシアの救援隊

ロシア民間防衛問題・非常事態・自然災害復旧省 (EMERCOM) の2機の航空機で、140人の救助隊と7頭の救助犬、空挺病院がトルコへ派遣された。食品、飲料水、物資、医薬品、そして資金も搭載されていた。ロシアはトルコへ強い連帯を示した。50人の救助隊と3頭の犬を乗せた別のEMERCOM機がシリアへ送られた。セルゲイ・ショイグ国防大臣はシリアにいるロシア軍に救助活動支援を指示した。

##### バシコルトスタン共和国
ボランティアチームがトルコの被災地へ派遣された。チームは捜索救助隊員25名と救助犬だった 。

### 南北アメリカ

#### アメリカ合衆国
アメリカ合衆国国際開発庁 (USAID) は、159人の捜索救助専門家、12頭の犬、危機管理専門家、危険物技術者、技師、物流関係者、衛生士、企画者等からなる約200人の災害支援対応チームと、77,000キロの特殊器具や資材をトルコへ送った。2つの別の捜索救助隊も派遣された。それは79人の専門家と6頭の犬からなるバージニア州第1都市捜索救出任務部隊と、78人のカリフォルニア州第2都市捜索救出任務部隊であった。合衆国はUSAIDを通じて8,500万ドルをトルコとシリアへ約束し、アメリカのヘリコプターはトルコの被災地全体で被災者の移動を支援した。2月20日、アントニー・ブリンケン国務長官は、合衆国がさらに1億ドルをトルコへ支援すると表明した。
チョバニ社創設者ハムディ・ウルカヤは、200万ドルを寄付した。アマゾン社も人道支援組織と緊急用寒冷地装備のために60万ドルを寄付した。

#### アルゼンチン
アルゼンチン外務省の声明によると、アルゼンチンがトルコとシリアに提供するのは、社会衛生管理、心理学的ケアおよび後遺症支援、救援物資の運搬と倉庫管理やUNHCRの建物組み立て、被災者のための避難所管理の人材、浄水剤と消毒剤などがある。地震4日後に、アルゼンチンの救援隊は大人2人と子ども1人を救助した。2023年5月、アルゼンチンはシリアにも別の支援を行い、注射薬、必須衣料品、医療保護キット、9万枚のマスクを含む4トンの救援物資を提供した。

#### エルサルバドル

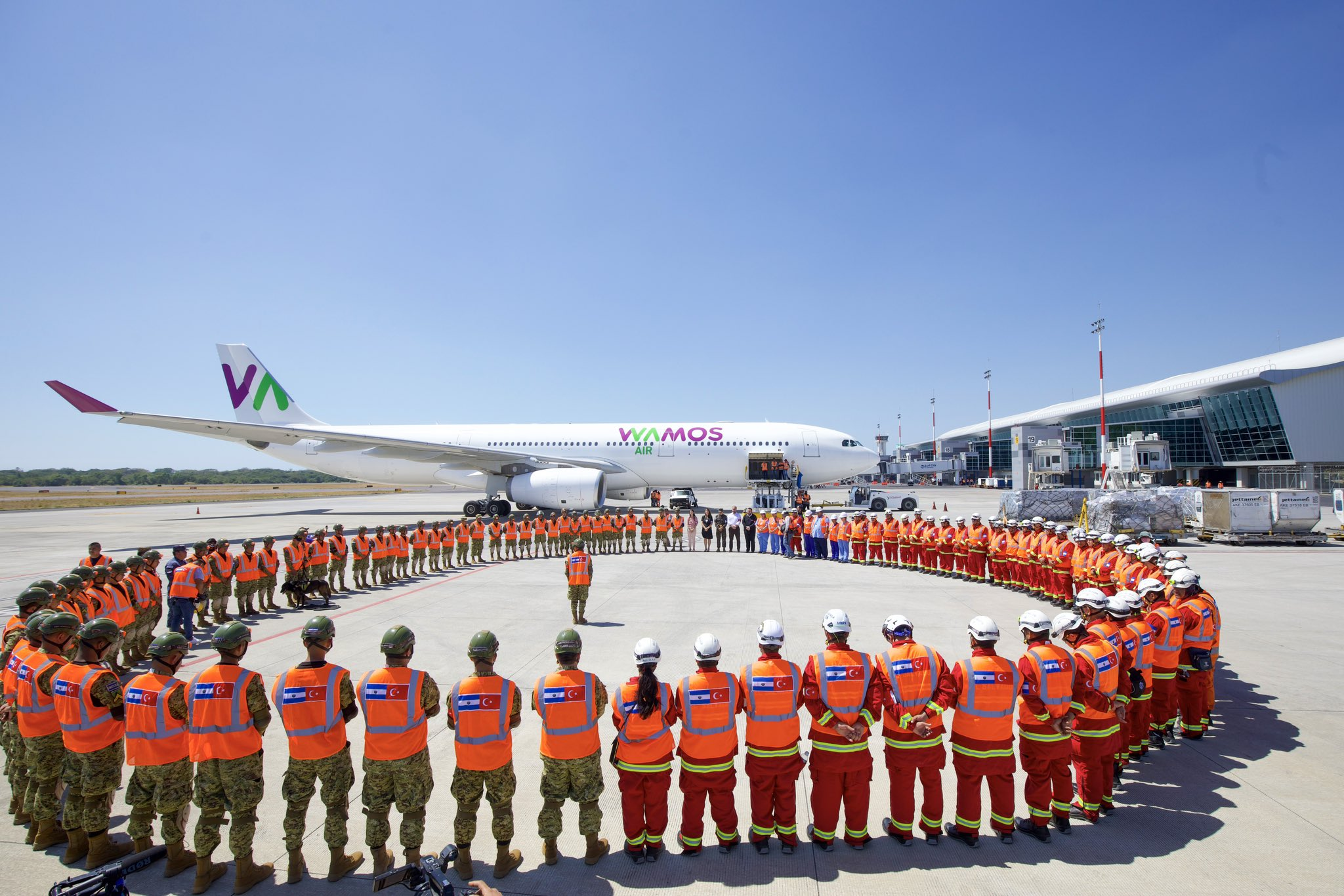
トルコへ出発する前のエルサルバドル都市捜索救助隊

エルサルバドルのナジブ・ブケレ大統領は、「エルドアン大統領の政府に対して我々は必要な全ての支援を提供する準備がある」と語った。捜索救助隊がトルコへ派遣された。エルサルバドルが派遣したのは、111人の都市捜索救援隊と3頭の救助犬だった。彼らは2023年2月9日にトルコへ到着した。

#### ガイアナ
ガイアナ政府は人道支援として10万ドルをトルコとシリアの地震被災者へ拠出した。

#### カナダ
カナダはトルコへの人的援助は辞退し、そのかわりに「まず」1,000万ドルの拠出をトルコとシリアの地震被災支援金として発表し、その後3,000万ドルを追加した。ブリティッシュコロンビア州バーナビー市のボランティアグループが、私的にトルコを訪問して捜索救助活動に参加した。

#### キューバ
キューバ共産党第一書記でキューバ大統領のミゲル・ディアス＝カネルと、ブルーノ・ロドリゲス・パリージャ外務大臣は、シリアとトルコの市民と政府に哀悼の意を表明した。ディアス＝カネルは哀悼の意と協力の申し出をツイッターでシェアした。キューバは32人の衛生兵をトルコへ、27人の専門医をシリアへ派遣すると発表した。

#### コロンビア
コロンビアのグスタボ・ペトロ大統領は、コロンビア外務省がトルコとシリアに対し「具体的支援のための連絡を取り合う」と約束した。

#### チリ
チリ政府は、トルコとシリアの被災地の人々へ救援物資提供を開始し、トルコのチリ大使館とトルコ当局と協力して物資を配分する、と語った。

#### パラグアイ
2月6日、パラグアイ外務省は「パラグアイは被災した家族の方々、トルコの政府と人々に対し、深い哀悼の意を表すと同時に、地震被害の復旧を祈念し、未だ発見されない家族の迅速な救出を願う」というメッセージを発表した。さらに、外務省は「この悲劇に対処するため、できる限りの人道物資を提供する用意がある」とも述べた 。

#### ブラジル
ブラジル外務省は、公式声明として、地震被災者のための人道支援物資が提供されると表明した。サンパウロ州、ミナスジェライス州、エスピリトサント州からの消防士、医師、民間防衛国家事務局と統合地域開発省のメンバーが、エアバス A330 MRTTでトルコへ派遣された。

#### ベネズエラ
ベネズエラはシリアの政府支配地域へ物資を提供した。それには医薬品、飲料水、そして食料が含まれていた。

#### メキシコ
メキシコのアンドレス・マヌエル・ロペス・オブラドール大統領は、メキシコが両国へ救援隊を派遣すると語り、メキシコ軍と赤十字の隊員からなる救援隊はトルコへ向け2月7日に出発した。救援隊には150人の隊員と16頭の犬が含まれていた。2月12日、メキシコ防衛省はプロテオという名前の救助犬1頭が活動中に死亡したと発表したが、詳細は不明である。

### 大洋州

#### オーストラリア
オーストラリアのアンソニー・アルバニージー首相は、トルコとシリア救援のため1000万豪ドル (650万ユーロ) 相当の人道支援策を発表した。72人の捜索救援隊がトルコに派遣された。
人道援助団体ケア・オーストラリアは、食料、避難所、飲料水、その他生命維持のための物資を含む緊急支援物資を、地震被災者に提供するための緊急アピールを開始した。

#### ニュージーランド
ニュージーランドのナナイア・マフタ外務大臣は、150万ニュージーランド・ドル相当の人道支援物資をトルコとシリアの支援のために用意したと語った。クリス・ヒプキンス首相も犠牲者に対し哀悼の意を表し、「我々はニュージーランドの地震について少しは知っているので、心を寄せている」と語った。後日さらに300万ニュージーランド・ドルが提供され、その内200万はトルコの国際連合世界食糧計画へ、100万はシリアのユニセフへ送られた。ニュージーランドはトルコでの国際捜索支援活動の調整のために、2人の情報管理専門家を派遣する。

## 特定の国、地域からの支援

### コソボ
コソボのヴィヨサ・オスマニ大統領は、コソボが「コソボ治安軍を通じて必要な支援を送る準備がある」と表明した。その日のうちに専門部隊がトルコへ派遣された。オスマニ大統領は、トルコとシリアの犠牲者を追悼するため、2023年2月8日を国民追悼日にすると宣言した。

### 北キプロス
北キプロスのエルシン・タタール大統領は団結を表明し、59人の救助隊と8台の車両を派遣すると語った。
北キプロスは地震犠牲者のための7日間の国民追悼日を表明し、アドゥヤマン市の倒壊したホテルへ救助隊を送ったが、そこには地震発生時にキプロスのファマグスタ市からバレーボールチームが投宿していたのだった。

### パレスチナ
シリアのパレスチナ大使は、8人のパレスチナ難民が死亡し、その内3人は子どもであったことを発表した。マフムード・アッバース大統領はダマスカスの自国大使館に対し、被災家族へ必要な支援を提供するように指示した。パレスチナ自治政府は、民間防衛隊と医療チームを含む2つの人道支援部隊をシリアとトルコへ派遣する。

### 台湾
台湾は130人と5頭の救助犬を救援活動に派遣した。救援活動は2月8日の朝にアドゥヤマン県から始まり、2月12日まで4日間にわたり行われた。2020年にシリア難民のために台湾が設営したレインハルの市民センターは 、地震被災者のための避難所となった。
台湾政府は災害支援金として200万ドルを寄付すると表明し、後にトルコへの支援物資輸送を支援した。蔡英文総統と閣僚は、彼らの1か月分の俸給をトルコに寄付すると発表した。政府が設置した口座には、11億8千万台湾ドル (3,840万ドル) 以上の募金が集まった。2月9日、在台北トルコ貿易事務所は慈済基金会と協力して新品の冬服とその他の必需品の寄付を募った。寄贈品は3日目には事務所の容量を越え、2月12日には第1便がトルコへ届いた。